# Сельское поселение Казаковское (Вологодская область)
Сельское поселение Казаковское — упразднённое сельское поселение в составе Вытегорского района Вологодской области.
Центр — деревня Палтога, расположенная в 20 км от районного центра.

## История
В 1999 году был утверждён список населённых пунктов Вологодской области. В состав Казаковского сельсовета входили 34 населённых пункта, центром была деревня Казаково.
22 мая 2001 года были упразднены деревни Мегорская и Тарово.
27 июня 2001 года были объединены населённые пункты:
- деревни Ерово, Мостовая, Часовенская с присвоением объединённому населённому пункту наименования деревня Мостовая;
- деревни Демино, Новая, Трутнево с присвоением объединённому населённому пункту наименования деревня Трутнево;
- деревни Кондушский Погост, Омельяново, Попово, Путилино, Рогозы, Скамино с присвоением объединённому населённому пункту наименования деревня Кондушский Погост;
- деревни Акулово, Аристово, Васюково, Казаково, Коробейниково, Кузнецово, Палтогский Перевоз, Рухтиново, Семеново, Сухарево, Тронино, Угольщина, Чебаково, Яшково с присвоением объединённому населённому пункту наименования деревня Палтога.

Деревня Палтога стала центром сельсовета.
1 января 2006 года в соответствии с Федеральным законом № 131 «Об общих принципах организации местного самоуправления в Российской Федерации» Казаковский сельсовет был преобразован в сельское поселение Казаковское.
Законом Вологодской области от 2 ноября 2016 года № 4042-ОЗ были преобразованы, путём их объединения сельские поселения Мегорское, Казаковское и Оштинское — в сельское поселение Оштинское с административным центром в селе Мегра.

## География
Расположено на западе района. Граничит:
- на северо-востоке с Андомским сельским поселением (граница проходит по реке Вытегра),
- на востоке с городским поселеним Вытегра и Анхимовским сельским поселением,
- на юго-западе с Мегорским сельским поселением,
- на западе с Онежским озером.

На территории сельского поселения множество озёр (Великое, Котечное, Вихкозеро, Маткозеро, Суландозеро), ручьёв, три деревни находятся на побережье Онежского озера. Основные реки: Игинжа с притоком Чёрная, Тулин ручей, Суланда.
С юго-запада на северо-восток по территории проходит автодорога Р37.

## Описание
Действуют Палтогская основная общеобразовательная школа, 2 ФАПа, 2 библиотеки, 2 крестьянско-фермерских хозяйства. Развиваются откорм крупного рогатого скота, молочное производство, рыболовецкие бригады, туризм.
Достопримечательности: Знаменская и Богоявленская церкви, воинское захоронение участников Великой Отечественной войны в деревне Кондушский Погост.

## Населённые пункты
В состав сельского поселения входят 10 деревень.
| Населённый пункт          | ОКАТО          | Рег. номер | Расстояние до районного центра, км | Расстояние до центра поселения, км | Координаты                      |
| ------------------------- | -------------- | ---------- | ---------------------------------- | ---------------------------------- | ------------------------------- |
| деревня Голяши            | 19 222 824 005 | 2944       | 24                                 | 6                                  | 61°03′42″ с. ш. 36°05′21″ в. д. |
| деревня Ежины             | 19 222 824 007 | 2946       | 24                                 | 6                                  | 61°01′35″ с. ш. 36°03′46″ в. д. |
| деревня Кондушский Погост | 19 222 824 009 | 2948       | 27                                 | 10                                 | 60°55′45″ с. ш. 36°05′06″ в. д. |
| деревня Кюршево           | 19 222 824 012 | 2951       | 22                                 | 4                                  | 61°02′33″ с. ш. 36°03′47″ в. д. |
| деревня Мостовая          | 19 222 824 014 | 2953       | 24                                 | 7                                  | 60°57′22″ с. ш. 36°05′10″ в. д. |
| деревня Новинка           | 19 222 824 016 | 2955       | 23                                 | 6                                  | 60°57′59″ с. ш. 36°04′55″ в. д. |
| деревня Озерное Устье     | 19 222 824 017 | 2957       | 18                                 | 3                                  |                                 |
| деревня Палозеро          | 19 222 824 019 | 2958       | 4                                  | 13                                 | 60°59′30″ с. ш. 36°20′54″ в. д. |
| деревня Палтога           | 19 222 824 001 | 8293       | 17                                 | 0                                  | 61°00′37″ с. ш. 36°09′00″ в. д. |
| деревня Трутнево          | 19 222 824 030 | 2969       | 26                                 | 9                                  | 60°56′19″ с. ш. 36°04′55″ в. д. |

Упразднённые населёные пункты:
| Населённый пункт           | ОКАТО          | Рег. номер | Расстояние до районного центра, км | Расстояние до центра поселения, км | Координаты                      | Комментарий                                    |
| -------------------------- | -------------- | ---------- | ---------------------------------- | ---------------------------------- | ------------------------------- | ---------------------------------------------- |
| деревня Акулово            | 19 222 824 002 | 2941       | 17,3                               | 0,3                                |                                 | Вошла в состав д. Палтога 27.06.2001           |
| деревня Аристово           | 19 222 824 003 | 2942       | 14                                 | 3                                  | 61°00′05″ с. ш. 36°13′59″ в. д. | Вошла в состав д. Палтога 27.06.2001           |
| деревня Васюково           | 19 222 824 004 | 2943       | 15                                 | 2                                  |                                 | Вошла в состав д. Палтога 27.06.2001           |
| деревня Демино             | 19 222 824 006 | 2945       | 26                                 | 9                                  | 60°56′30″ с. ш. 36°05′14″ в. д. | Вошла в состав д. Трутнево 27.06.2001          |
| деревня Ерово              | 19 222 824 008 | 2947       | 25                                 | 8                                  | 60°56′59″ с. ш. 36°05′08″ в. д. | Вошла в состав д. Мостовая 27.06.2001          |
| деревня Казаково           | 19 222 824 001 | 2940       | 17                                 | 0                                  | 61°00′41″ с. ш. 36°09′32″ в. д. | Вошла в состав д. Палтога 27.06.2001           |
| деревня Коробейниково      | 19 222 824 010 | 2949       | 14                                 | 3                                  | 61°00′15″ с. ш. 36°13′35″ в. д. | Вошла в состав д. Палтога 27.06.2001           |
| деревня Кузнецово          | 19 222 824 011 | 2950       | 15                                 | 2                                  |                                 | Вошла в состав д. Палтога 27.06.2001           |
| деревня Мегорская          | 19 222 824 013 | 2952       | 32                                 | 15                                 |                                 | Упразднена 22.05.2001                          |
| деревня Новая              | 19 222 824 015 | 2954       | 24                                 | 7                                  |                                 | Вошла в состав д. Трутнево 27.06.2001          |
| деревня Омельяново         | 19 222 824 018 | 2956       | 27                                 | 10                                 | 60°55′30″ с. ш. 36°05′50″ в. д. | Вошла в состав д. Кондушский Погост 27.06.2001 |
| деревня Палтогский Перевоз | 19 222 824 020 | 2959       | 18                                 | 1                                  |                                 | Вошла в состав д. Палтога 27.06.2001           |
| деревня Попово             | 19 222 824 021 | 2960       | 28                                 | 11                                 | 60°55′06″ с. ш. 36°05′20″ в. д. | Вошла в состав д. Кондушский Погост 27.06.2001 |
| деревня Путилино           | 19 222 824 022 | 2961       | 27,1                               | 10,1                               |                                 | Вошла в состав д. Кондушский Погост 27.06.2001 |
| деревня Рогозы             | 19 222 824 023 | 2962       | 29                                 | 12                                 | 60°55′00″ с. ш. 36°05′43″ в. д. | Вошла в состав д. Кондушский Погост 27.06.2001 |
| деревня Рухтиново          | 19 222 824 024 | 2963       | 18                                 | 1,5                                | 61°00′11″ с. ш. 36°07′54″ в. д. | Вошла в состав д. Палтога 27.06.2001           |
| деревня Семеново           | 19 222 824 025 | 2964       | 17,1                               | 0,1                                | 61°00′50″ с. ш. 36°09′12″ в. д. | Вошла в состав д. Палтога 27.06.2001           |
| деревня Скамино            | 19 222 824 026 | 2965       | 26,5                               | 9,5                                |                                 | Вошла в состав д. Кондушский Погост 27.06.2001 |
| деревня Сухарево           | 19 222 824 027 | 2966       | 14,2                               | 2,8                                | 61°00′20″ с. ш. 36°13′12″ в. д. | Вошла в состав д. Палтога 27.06.2001           |
| деревня Тарово             | 19 222 824 028 | 2967       | 14                                 | 3                                  |                                 | Упразднена 22.05.2001                          |
| деревня Тронино            | 19 222 824 029 | 2968       | 16,7                               | 0,3                                | 61°00′56″ с. ш. 36°09′50″ в. д. | Вошла в состав д. Палтога 27.06.2001           |
| деревня Угольщина          | 19 222 824 031 | 2970       | 17,5                               | 0,5                                | 61°00′27″ с. ш. 36°08′25″ в. д. | Вошла в состав д. Палтога 27.06.2001           |
| деревня Часовенская        | 19 222 824 032 | 2971       | 24,2                               | 7,2                                | 60°57′02″ с. ш. 36°04′58″ в. д. | Вошла в состав д. Мостовая 27.06.2001          |
| деревня Чебаково           | 19 222 824 033 | 2972       | 15                                 | 2                                  | 61°00′38″ с. ш. 36°11′43″ в. д. | Вошла в состав д. Палтога 27.06.2001           |
| деревня Яшково             | 19 222 824 034 | 2973       | 16                                 | 1                                  |                                 | Вошла в состав д. Палтога 27.06.2001           |